# Uehlfeld
Uehlfeld er en købstad (markt) i den mittelfrankiske Landkreis Neustadt an der Aisch-Bad Windsheim i den tyske delstat Bayern. Den er hjemsted for Verwaltungsgemeinschaft Uehlfeld.

## Geografi
Nabokommuner er (med uret, fra nord): Lonnerstadt, Höchstadt an der Aisch, Weisendorf, Dachsbach, Gutenstetten, Münchsteinach og Vestenbergsgreuth.

### Inddeling
Ud over Uehlfeld, ligger i kommunen landsbyerne:
| - Demantsfürth - Egelsbach - Eselsmühle - Gottesgab | - Hohenmühle - Nonnenmühle - Peppenhöchstädt - Rohensaas | - Schornweisach - Tragelhöchstädt - Voggendorf - Wallmershof |